# Championnats d'Europe de judo 2021
Navigation
Édition précédente Édition suivante
Les Championnats d'Europe de judo 2021, trente-cinquième édition des Championnats d'Europe de judo réunifiés, ont lieu du 16 au 18 avril 2021 à l'Altice Arena de Lisbonne, au Portugal.
Dissociés des épreuves individuelles, les Championnats d'Europe par équipes de judo mixtes ont eu lieu à Oufa, en Russie, le 27 novembre 2021. Cette compétition constituait la 3e édition des Championnats d'Europe par équipes de judo mixtes, après Ekaterinbourg en 2018 et Minsk en 2019.

## Podiums

### Femmes
| Épreuves                          | Or               | Argent           | Bronze                                |
| --------------------------------- | ---------------- | ---------------- | ------------------------------------- |
| Moins de 48 kg poids super-légers | Distria Krasniqi | Darya Bilodid    | Mélanie Clément Sabina Giliazova      |
| Moins de 52 kg poids mi-légers    | Amandine Buchard | Odette Giuffrida | Gefen Primo Réka Pupp                 |
| Moins de 57 kg poids légers       | Telma Monteiro   | Kaja Kajzer      | Sarah-Léonie Cysique Nora Gjakova     |
| Moins de 63 kg poids mi-moyens    | Tina Trstenjak   | Daria Davydova   | Andreja Leški Sanne Vermeer           |
| Moins de 70 kg poids moyens       | Sanne van Dijke  | Margaux Pinot    | Madina Taimazova Bárbara Timo         |
| Moins de 78 kg poids mi-lourds    | Beata Pacut      | Guusje Steenhuis | Bernadette Graf Fanny-Estelle Posvite |
| Plus de 78 kg poids lourds        | Kayra Sayit      | Léa Fontaine     | Rochele Nunes Maryna Slutskaya        |

### Hommes
| Épreuves                          | Or                 | Argent               | Bronze                                 |
| --------------------------------- | ------------------ | -------------------- | -------------------------------------- |
| Moins de 60 kg poids super-légers | Francisco Garrigós | Luka Mkheidze        | Yago Abuladze Karamat Huseynov         |
| Moins de 66 kg poids mi-légers    | Manuel Lombardo    | Vazha Margvelashvili | João Crisóstomo Alberto Gaitero Martin |
| Moins de 73 kg poids légers       | Akil Gjakova       | Tohar Butbul         | Musa Mogushkov Nils Stump              |
| Moins de 81 kg poids mi-moyens    | Vedat Albayrak     | Matthias Casse       | Sagi Muki Christian Parlati            |
| Moins de 90 kg poids moyens       | Lasha Bekauri      | Beka Gviniashvili    | Mikhail Igolnikov Krisztián Tóth       |
| Moins de 100 kg poids mi-lourds   | Toma Nikiforov     | Varlam Liparteliani  | Alexandre Iddir Zelym Kotsoiev         |
| Plus de 100 kg poids lourds       | Inal Tasoev        | Henk Grol            | Lukáš Krpálek Guram Tushishvili        |

## Tableau des médailles
- Pays organisateur ( Portugal)

| Rang  | Nation      | Or | Argent | Bronze | Total |
| ----- | ----------- | -- | ------ | ------ | ----- |
| 1     | Kosovo      | 2  | 0      | 1      | 3     |
| 2     | Turquie     | 2  | 0      | 0      | 2     |
| 3     | France      | 1  | 3      | 4      | 8     |
| 4     | Géorgie     | 1  | 3      | 1      | 5     |
| 5     | Pays-Bas    | 1  | 2      | 1      | 4     |
| 6     | Russie      | 1  | 1      | 5      | 7     |
| 7     | Italie      | 1  | 1      | 1      | 3     |
| 7     | Slovénie    | 1  | 1      | 1      | 3     |
| 9     | Belgique    | 1  | 1      | 0      | 2     |
| 10    | Portugal    | 1  | 0      | 3      | 4     |
| 11    | Espagne     | 1  | 0      | 1      | 2     |
| 12    | Pologne     | 1  | 0      | 0      | 1     |
| 13    | Israël      | 0  | 1      | 2      | 3     |
| 14    | Ukraine     | 0  | 1      | 0      | 1     |
| 15    | Azerbaïdjan | 0  | 0      | 2      | 2     |
| 15    | Hongrie     | 0  | 0      | 2      | 2     |
| 17    | Autriche    | 0  | 0      | 1      | 1     |
| 17    | Biélorussie | 0  | 0      | 1      | 1     |
| 17    | Tchéquie    | 0  | 0      | 1      | 1     |
| 17    | Suisse      | 0  | 0      | 1      | 1     |
| Total | Total       | 14 | 14     | 28     | 56    |